# Jaworzyna (Pasmo Solnisk)
Jaworzyna (825 m) lub Dzikasowa Góra – szczyt w Paśmie Solnisk, które w regionalizacji fizycznogeograficznej Polski według Jerzego Kondrackiego zaliczane jest do Beskidu Makowskiego, w nowszej regionalizacji z 2018 roku do Beskidu Żywiecko-Orawskiego, a w najszerszym ujęciu do Beskidu Żywieckiego.
Jaworzyna wznosi się pomiędzy wierzchołkami Solnisk (849 m) i Góry Wojewodowej (656 m). Zachodnie stoki Jaworzyny opadają do doliny Lachówki, wschodnie do doliny Stryszawki. W większości są porośnięte lasem, ale na grzbiecie pomiędzy Jaworzyną a Solniskami znajdują się pola i zabudowania osiedla Wsiarz, a w nim zabytkowa dzwonnica loretańska. Miejsce to jest dobrym punktem widokowym. Południowe stoki Jaworzyny trawersuje droga dojazdowa ze Stryszawy do tego osiedla.
Grzbietem Jaworzyny biegnie granica między miejscowościami Lachowice i Stryszawa, obydwie w województwie małopolskim, w powiecie suskim, w gminie Stryszawa.